# Sebastian Haupt (Skeletonpilot)
Sebastian Haupt (* 17. Dezember 1985 in Heiligenstadt) ist ein ehemaliger deutscher Skeletonfahrer.
Den Sport übt er seit dem Jahr 2000 aus. Sebastian Haupts Karrierehöhepunkt war die Teilnahme an den Olympischen Winterspielen 2006 in Turin, wo er als bester Deutscher Neunter wurde. Im Weltcup startet der Athlet von der RSG Hochsauerland seit der Saison 2005/06, bei der er einen Weltcup in Königssee gewann und in Altenberg Zweiter wurde. Bei den Europameisterschaften 2006 in St. Moritz belegte er den siebten Platz. Die Deutschen Meisterschaften des Jahres gewann er vor Frank Rommel und Frank Kleber. Bei der Skeleton-Europameisterschaft 2008 in Cesana Pariol belegte er den 2. Platz. Bei der Skeleton-Weltmeisterschaft 2008 in Altenberg gewann er im Teamwettbewerb Gold. Für die Saison 2008/09 verpasste er aufgrund von Verletzungen den Sprung sowohl ins Weltcup-Team als auch in den Kader für den Skeleton-Intercontinentalcup. So trat er im Europacup an und gewann dort die ersten vier Saisonrennen in Serie sowie das letzte Rennen in Cesana. Damit gewann er fünf der acht Saisonrennen und wurde zudem je einmal Zweiter und Dritter. In der Gesamtwertung siegte Haupt überlegen vor John Daly und Alexander Rotte. Er absolviert eine Ausbildung zum Industriekaufmann in Meschede.